# Tromello
Tromello là một đô thị ở tỉnh Pavia trong vùng Lombardia của Ý, có cự ly khoảng 35 km về phía tây nam của Milan và khoảng 25 km về phía tây của Pavia. Tại thời điểm ngày 31 tháng 12 năm 2004, đô thị này có dân số 3.561 người và diện tích là 35,2 km².
Tromello giáp các đô thị sau: Alagna, Borgo San Siro, Cergnago, Gambolò, Garlasco, Mortara, Ottobiano, San Giorgio di Lomellina, Valeggio.